# Campionati del mondo di corsa campestre 1979
Il VII Campionato mondiale di corsa campestre si è svolto a Limerick, in Irlanda, il 25 marzo 1979 al Greenpark Racecourse. Vi hanno preso parte 383 atleti in rappresentanza di 27 nazioni. Il titolo maschile è stato vinto da John Treacy mentre quello femminile da Grete Waitz.

## Nazioni partecipanti
Qui sotto sono elencate le nazioni che hanno partecipato a questi campionati (tra parentesi il numero degli atleti per ciascuna nazione):
- Australia (11)
- Austria (7)
- Belgio (21)
- Canada (20)
- Cecoslovacchia (1)
- Danimarca (21)
- Francia (21)
- Galles (21)
- Germania Ovest (19)

- Inghilterra (21)
- Irlanda (21)
- Irlanda del Nord (21)
- Israele (4)
- Italia (21)
- Libano (1)
- Norvegia (11)
- Nuova Zelanda (15)
- Paesi Bassi (11)

- Polonia (6)
- Portogallo (13)
- Scozia (21)
- Spagna (21)
- Stati Uniti (20)
- Svezia (5)
- Svizzera (7)
- Tunisia (6)
- Unione Sovietica (16)

## Risultati

### Individuale (uomini seniores)
| Posizione | Atleta                 | Nazionalità      | Tempo  |
| --------- | ---------------------- | ---------------- | ------ |
| Oro       | John Treacy            | Irlanda          | 37'20" |
| Argento   | Bronisław Malinowski   | Polonia          | 37'29" |
| Bronzo    | Aleksandras Antipovas  | Unione Sovietica | 37'30" |
| 4         | Tony Simmons           | Galles           | 37'38" |
| 5         | Léon Schots            | Belgio           | 37'42" |
| 6         | Vlastimil Zwiefelhofer | Cecoslovacchia   | 37'45" |
| 7         | Steve Jones            | Galles           | 37'46" |
| 8         | Frank Zimmermann       | Germania Ovest   | 37'48" |
| 9         | Julian Goater          | Inghilterra      | 37'53" |
| 10        | Nathaniel Muir         | Scozia           | 38'01" |
| 11        | Danny McDaid           | Irlanda          | 38'02" |
| 12        | Bogusław Mamiński      | Polonia          | 38'04" |

### Squadre (uomini seniores)
| Pos.    | Atleta | Punti                |
| ------- | --- | -------------------- |
| Oro     | Inghilterra Julian Goater Mike McLeod Andy Holden Nick Rose Bernie Ford Nick Lees                                     | 119 9 14 20 21 22 33 |
| Argento | Irlanda John Treacy Danny McDaid Gerry Deegan Mick O'Shea Donal Walsh Tony Brien                                      | 198 1 11 43 46 47 50 |
| Bronzo  | Unione Sovietica Aleksandras Antipovas Leonid Moseev Yuriy Mikhailov Enn Sellik Aleksandr Fedotkin Vladimir Merkushin | 210 3 18 35 38 48 68 |
| 4       | Germania Ovest | 211                  |
| 5       | Belgio | 231                  |
| 6       | Australia | 233                  |
| 7       | Polonia | 320                  |
| 8       | Stati Uniti | 341                  |

### Individuale (uomini under 20)
| Posizione | Atleta           | Nazionalità      | Tempo  |
| --------- | ---------------- | ---------------- | ------ |
| Oro       | Eddy de Pauw     | Belgio           | 23'02" |
| Argento   | Steve Binns      | Inghilterra      | 23'09" |
| Bronzo    | Ildar Denikeyev  | Unione Sovietica | 23'20" |
| 4         | Jeff Nelson      | Stati Uniti      | 23'22" |
| 5         | Ian Clarke       | Canada           | 23'29" |
| 6         | Roberto Antiga   | Italia           | 23'31" |
| 7         | Faisal Touzri    | Tunisia          | 23'32" |
| 8         | Jorge García     | Spagna           | 23'33" |
| 9         | Ezequiel Canario | Portogallo       | 23'34" |
| 10        | Ian Campbell     | Scozia           | 23'35" |
| 11        | Alastair Douglas | Scozia           | 23'36" |
| 12        | Jim Hill         | Stati Uniti      | 23'37" |

### Squadre (uomini under 20)
| Posizione | Nazione e atleti                                                                          | Punti         |
| --------- | ----------------------------------------------------------------------------------------- | ------------- |
| Oro       | Spagna Jorge García Pedro Garin Valentin Rodríguez José Maestra                           | 57 8 14 17 18 |
| Argento   | Inghilterra Steve Binns Colin Moore Geoff Turnbull Dave Lewis                             | 74 2 15 27 30 |
| Bronzo    | Unione Sovietica Ildar Denikeyev Sergey Kiselyov Vladimir Bezlepkin Abdurakhman Ibragimov | 75 3 16 25 31 |
| 4         | Irlanda                                                                                   | 90            |
| 5         | Italia                                                                                    | 101           |
| 6         | Scozia                                                                                    | 101           |
| 7         | Stati Uniti                                                                               | 106           |
| 8         | Canada                                                                                    | 125           |

### Individuale (donne seniores)
| Posizione | Atleta            | Nazionalità      | Tempo  |
| --------- | ----------------- | ---------------- | ------ |
| Oro       | Grete Waitz       | Norvegia         | 16'48" |
| Argento   | Raisa Smekhnova   | Unione Sovietica | 17'14" |
| Bronzo    | Ellison Goodall   | Stati Uniti      | 17'18" |
| 4         | Ellen Wessinghage | Germania Ovest   | 17'23" |
| 5         | Svetlana Ulmasova | Unione Sovietica | 17'25" |
| 6         | Mary Purcell      | Irlanda          | 17'26" |
| 7         | Jan Merrill       | Stati Uniti      | 17'33" |
| 8         | Julie Shea        | Stati Uniti      | 17'41" |
| 9         | Ann Ford          | Inghilterra      | 17'42" |
| 10        | Cristina Tomasini | Italia           | 17'46" |
| 11        | Margaret Groos    | Stati Uniti      | 17'47" |
| 12        | Giana Romanova    | Unione Sovietica | 17'48" |

### Squadre (donne seniores)
| Posizione | Nazione e atleti                                                                 | Punti         |
| --------- | -------------------------------------------------------------------------------- | ------------- |
| Oro       | Stati Uniti Ellison Goodall Jan Merrill Julie Shea Margaret Groos                | 29 3 7 8 11   |
| Argento   | Unione Sovietica Raisa Smekhnova Svetlana Ulmasova Giana Romanova Raisa Belusova | 48 2 5 12 29  |
| Bronzo    | Inghilterra Ann Ford Penny Yule Paula Fudge Regina Joyce                         | 68 9 15 17 27 |
| 4         | Germania Ovest                                                                   | 101           |
| 5         | Nuova Zelanda                                                                    | 107           |
| 6         | Norvegia                                                                         | 134           |
| 7         | Irlanda                                                                          | 136           |
| 8         | Francia                                                                          | 141           |

## Medagliere
Legenda
     Paese ospitante
| Posizione | Paese            | Oro | Argento | Bronzo | Totale |
| --------- | ---------------- | --- | ------- | ------ | ------ |
| 1         | Inghilterra      | 1   | 2       | 1      | 4      |
| 2         | Irlanda          | 1   | 1       | 0      | 2      |
| 3         | Stati Uniti      | 1   | 0       | 1      | 2      |
| 4         | Belgio           | 1   | 0       | 0      | 1      |
| 4         | Norvegia         | 1   | 0       | 0      | 1      |
| 4         | Spagna           | 1   | 0       | 0      | 1      |
| 7         | Unione Sovietica | 0   | 2       | 4      | 6      |
| 8         | Polonia          | 0   | 1       | 0      | 1      |
| Totale    | Totale           | 6   | 6       | 6      | 18     |